# Germund Cederhielm den äldre
Germund Cederhielm, ursprungligen Palm, född 1635 i Sala stad, död 1719, var en svensk friherre och ämbetsman.

## Biografi

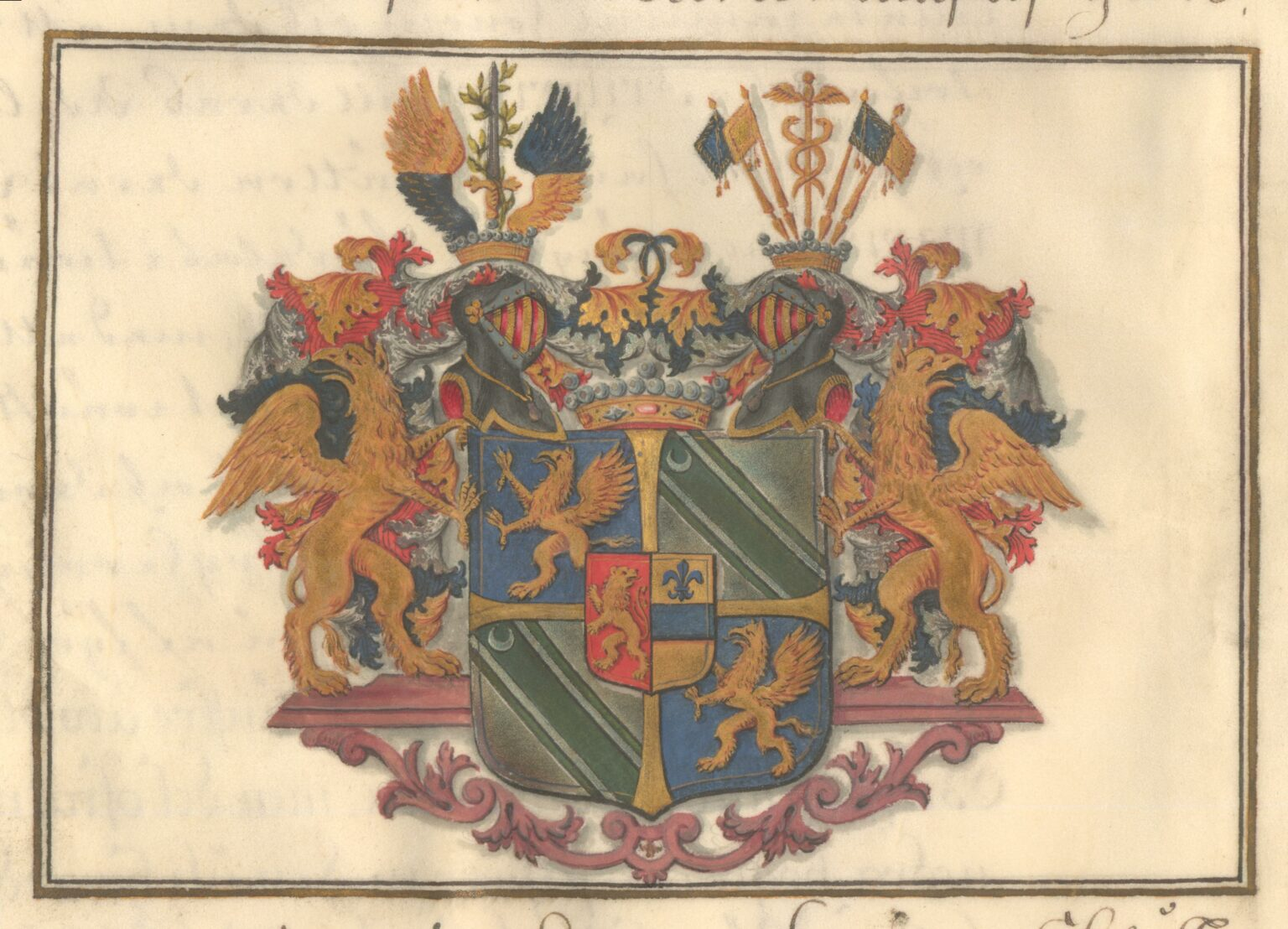
Cederhielms friherrebrev från 1718.

Germund Cederhielm föddes 1635 i Sala stad. Han var son till borgmästaren Johan Olofsson i Sala och Elisabet Palma, dotter till Jonas Palma. Efter studier vid Uppsala universitet, blev han 1653 auskultant vid Svea hovrätt. Han arbetade sedan som fiskal och rådman vid Salberget och vice häradshövding. Cederhielm arbetade 1658 och 1659 som fältkommissarie i Skåne. Han blev 1661 mönsterskrivare vid Västmanlands regemente och 1662 regementsskrivare vid regementet. Han blev sedan auditör vid livgardet och vice lagman i Södermanland. Den 29 juli 1665 blev han justitieborgmästare i Halmstad och 21 december 1668 landssekreterare i Hallands län. Cederhielm blev 16 juli 1670 häradshövding i Allbo härad, Småland och 8 april 1675 assessor i Göta hovrätt. Han adlades 10 april 1686 till Cederhielm och introducerades i Sveriges Riddarhus mellan nummer 1703 och 1704. Cederhielm blev 12 april 1686 lagman i Blekinge lagsaga och 4 juli 1690 lagman i Västergötlands och Dals lagsaga. Han blev20 mars 1711 vice landshövding i Älvsborgs län och 18 december samma år i Skaraborgs län. Cederhielm blev 30 mars 1712 landshövding i Skaraborgs län och tog avsked från tjänsten 14 oktober 1716. Han upphöjdes 4 januari 1718 till friherren Cederhielm och introducerades 1719 i Sveriges Riddarhus som nummer 134. Han avled 1719.
Cederhielm gjorde sig först känd genom att som häradshövding i Allbo härad delta i gränsfejderna mot snapphanarna. Han användes senare av Karl XI i en mångfald olika uppdrag, särskilt i olika räfster och kommissioner. 

### Egendom
Cederhielm ägde Möckelsnäs i Stenbrohults socken.

### Familj
Cederhielm gifte sig 27 juni 1658 på Eskilstuna slott med Maria Christoffersdotter Stenqvist (1631–1712), dotter av kyrkoherden Christophorus Siggonis och Elisabet Kula eller Lod. Stenqvist  var faster till Anders Siggesson, adlad Falkengréen. De fick tillsammans barnen Christoffer Johannes Cederhielm (född 1660), presidenten Germund Cederhielm (1661–1741), Anna Elisabet Cederhielm (född 1662) som var gift med kyrkoherden Abrahamus Andreæ Brinck i Varnhems pastorat, Maria Cederhielm (1663–1731) som var gift med hovrättsrådet Gudmund Löwenhielm, studenten Carl Gustaf Cederhielm (1664–1680) vid Uppsala universitet, Ebba Catharina Cederhielm (1665–1754) som var gift med majoren Abraham Falkengréen, ryttmästaren Abraham Cederhielm, Brita Christina Cederhielm (1669–1754) som var gift med lagmannen Benjamin Dannerhielm och riksrådet Josias Cederhielm (född 1673).